# شریته در جنگ (مجموعه تلویزیونی)
شریته در جنگ یا خیریه در جنگ (به انگلیسی: Charité at War) یک مجموعه تلویزیونی شش قسمتی و آلمانی زبان محصول سال ۲۰۱۹ است که سارا باوئرت، سوزان باوه و ماله آمده در آن بازی می‌کنند. این مجموعه فصل دوم سریال شریته است.
داستان این فصل در سال ۱۹۴۳ در بیمارستانی زیر نظر رژیم نازی در طول جنگ جهانی دوم اتفاق می‌افتد که تأثیر جنگ بر پزشکان، پرستاران و دانشجویان این بیمارستان مشهور شهر برلین را نشان می‌دهد. علاوه بر بخش داستانی، این مجموعه از فیلم‌های بایگانی شده آن زمان استفاده می‌کند.
این سریال در ۱۴ ژوئن ۲۰۱۹ در شبکه داس ارسته پخش شد.